# Camaegeria massai
Camaegeria massai is een vlinder uit de familie wespvlinders (Sesiidae), onderfamilie Sesiinae. De wetenschappelijke naam van deze soort is voor het eerst geldig gepubliceerd in 2012 door Daniel Bartsch en Jutta Berg.
De soort komt voor in tropisch Afrika. Het type werd verzameld door Christa Lindemann en Nina Pavlitzki op 15 oktober 1952 op 1500 meter hoogte bij Marangu op de Kilimanjaro in Tanzania, en wordt bewaard in de ZSM in München, Duitsland.